# Official Marvel Index
Official Marvel Index é uma série de  quadrinhos da  Marvel Comics que incluiu sinopses de várias séries Marvel. Os livros foram em grande parte elaboradas por George Olshevsky (que desde catorze anos de idade, era o único proprietário de uma colecção completa da Quadrinhos  de super-heróis Marvel desde Marvel Comics # 1), e apresentou informações detalhadas sobre cada tema em uma determinada série, incluindo créditos ao escritor e  o artista, personagens que apareceram na série, e uma sinopse história. Uma série de índices semelhantes foi publicado pela DC Comics.